# Гартнер, Якоб
Якоб Гартнер (нем. Jakob Gartner; 6 октября 1861, Пршеров, Моравия, Австрийская империя — 15 апреля 1921, Вена, Австрия) — австрийский
архитектор.

## Биография
Родился в многодетной еврейской семье. 
В 1879—1883 годах обучался в государственной торговой школе в Брно. Два года работал в качестве чертёжника. 
В 1886—1888 учился в Венской академии художеств под руководством Карла ван Газенауера. Позже совершил поездку в Северную Италию.
Создал успешную архитектурную фирму в Вене. Автор проектов ряда жилых и коммерческих зданий и вил в городах Австро-Венгерской империи, особенно, в Оломоуце (ныне Чехия). Проекты Гартнера существенно повлияли на застройку Оломоуца конца XIX-начала XX веков.
В 1914—1917 проектировал еврейское кладбище, как части венского Центрального кладбища.
Известен, прежде всего, как строитель многих культовых сооружений (синагог). Построил ряд еврейских молитвенных домов в разных городах Австрии и с 1896 года в Вене, но большинство из них были уничтожены, начиная с так называемой «Хрустальной ночи» в 1938 году и в годы Второй мировой войны.
В 1892 удостоен почётного диплома на художественной выставке в Загребе.

## Постройки по проектам Якоба Гартнера

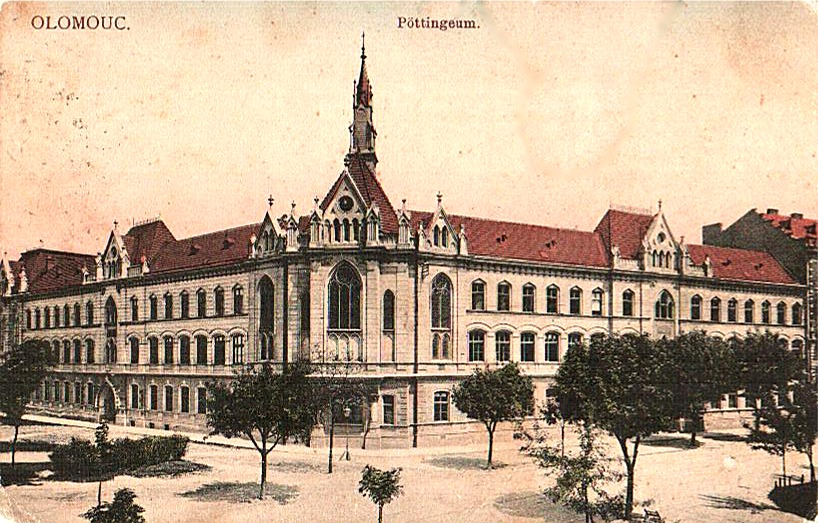
Школа в Оломоуце
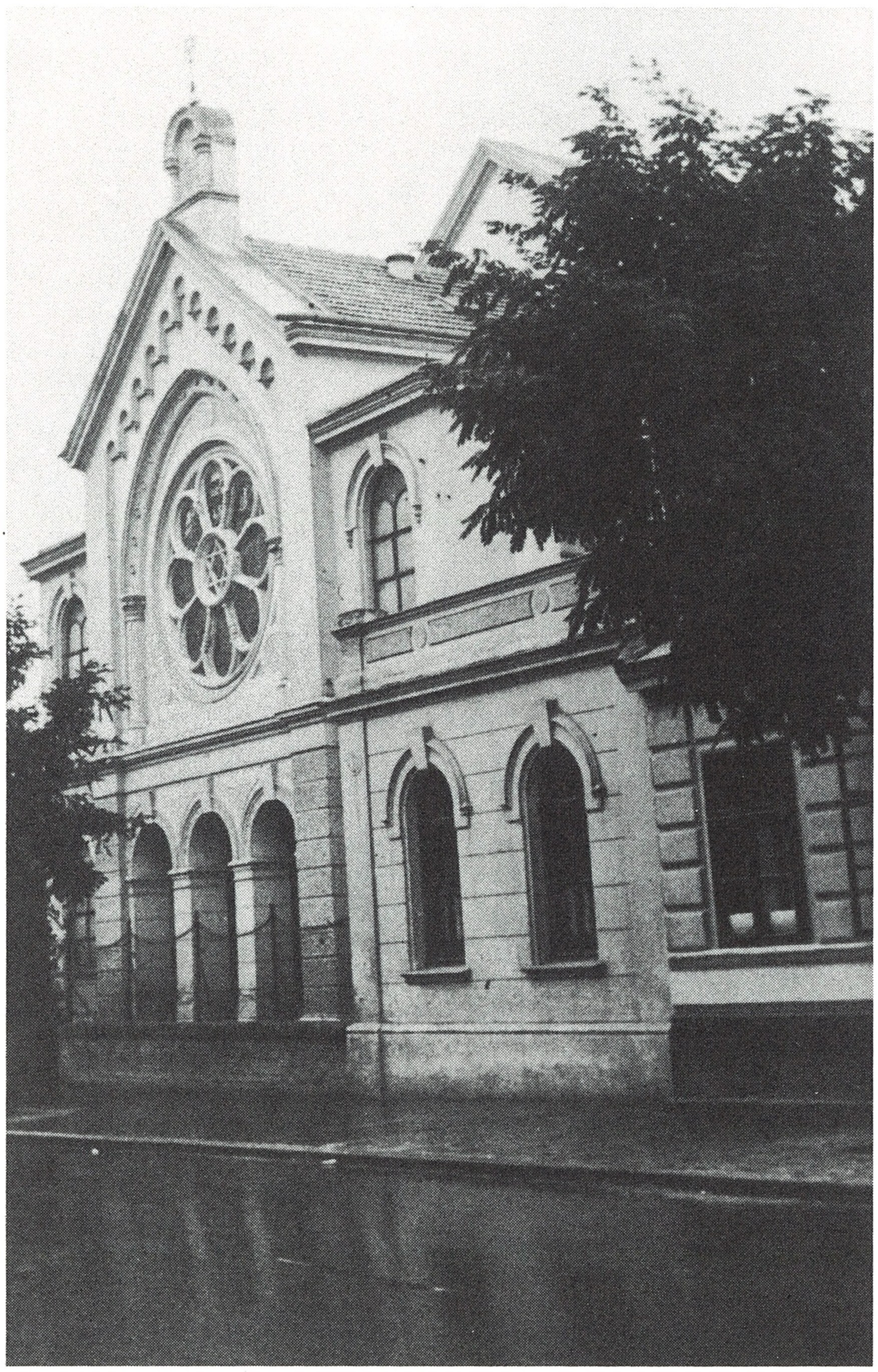
Синагога в Вене
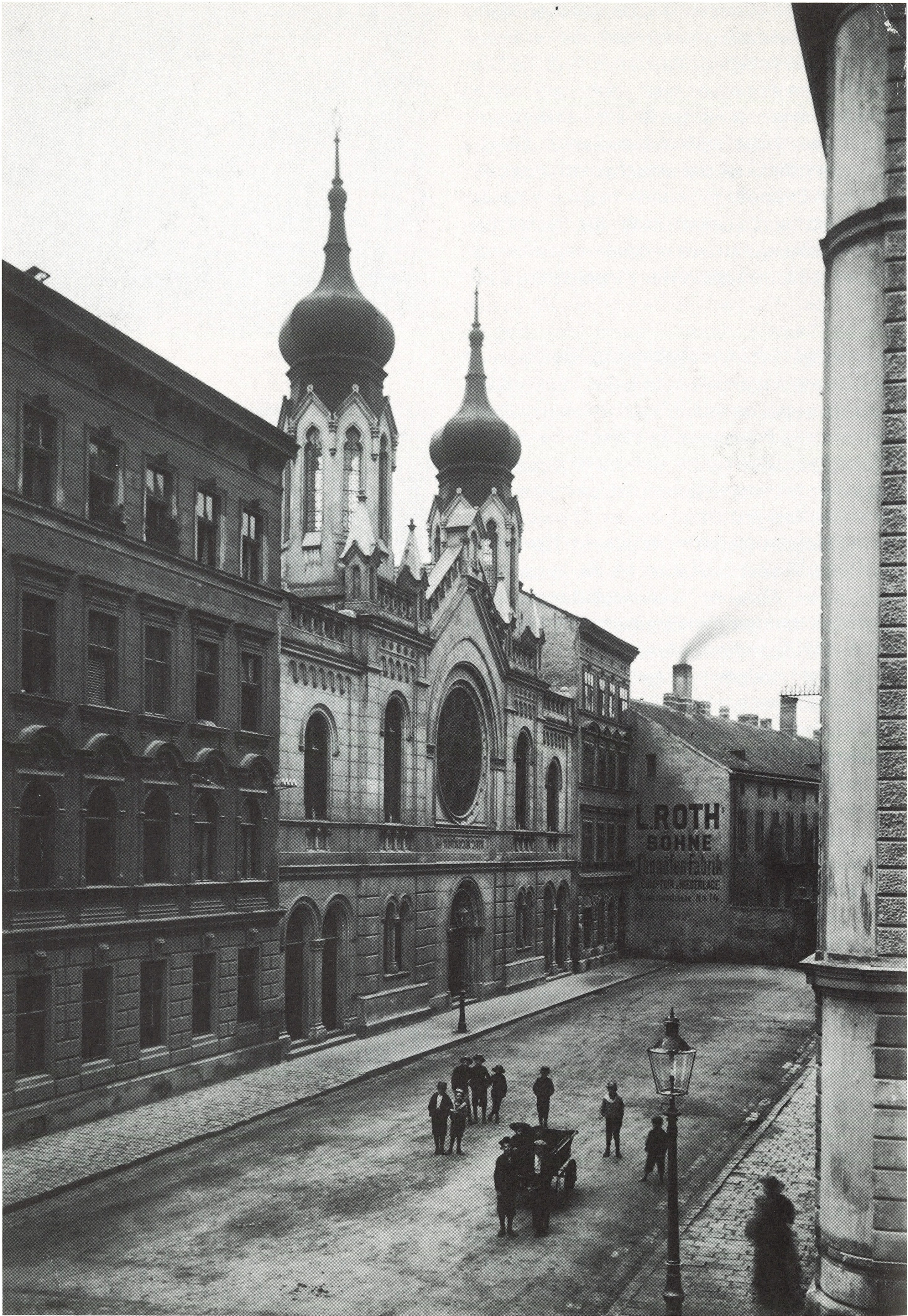
Синагога в Вене
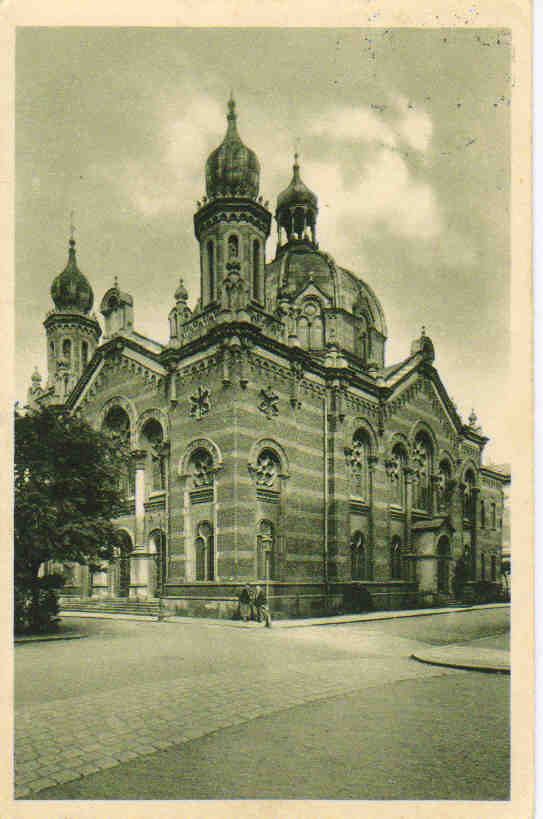
Синагога в Оломоуце
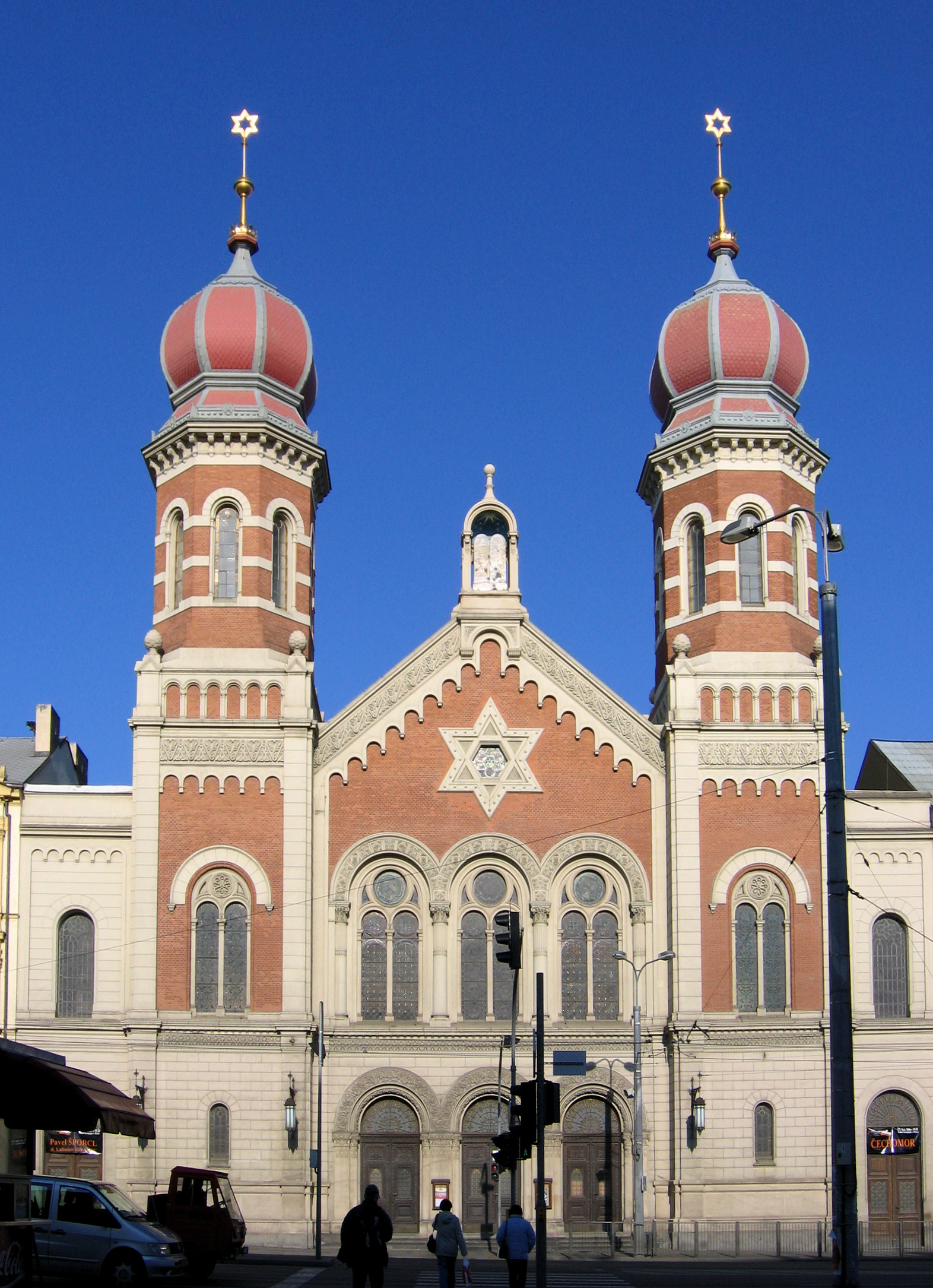
Синагога в Пльзене
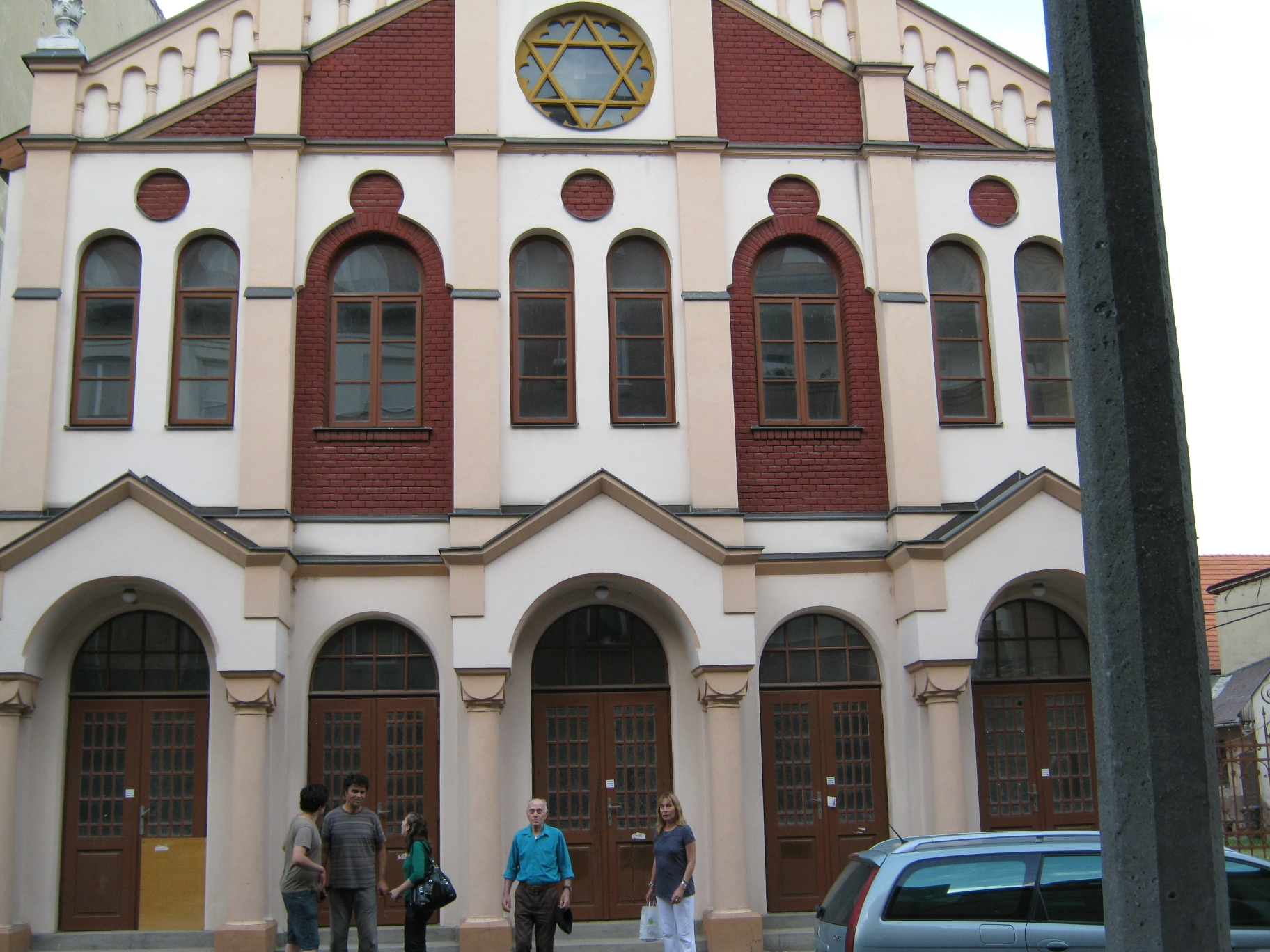
Синагога в Дебрецене
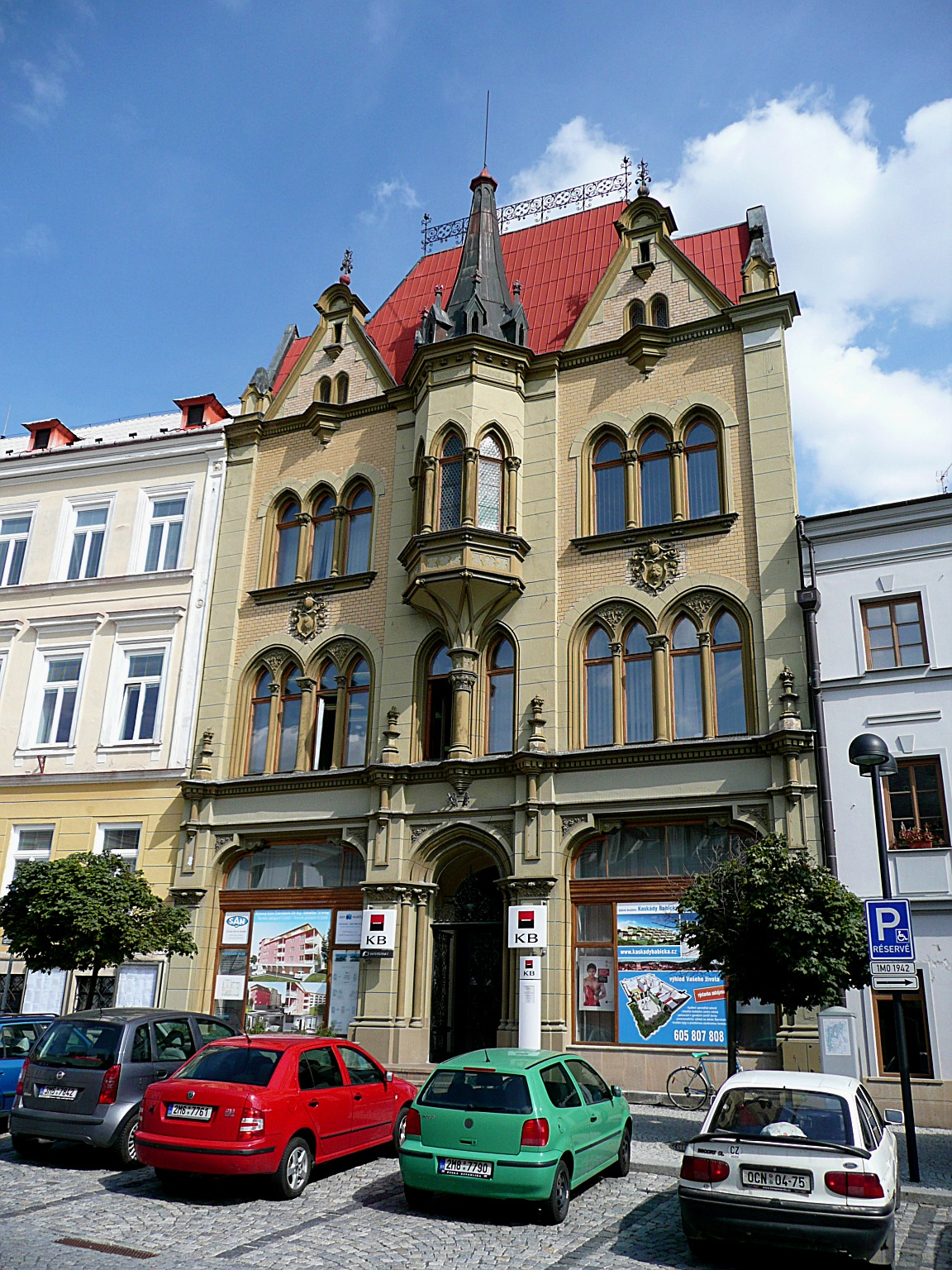
Жилой дом в Штернберке
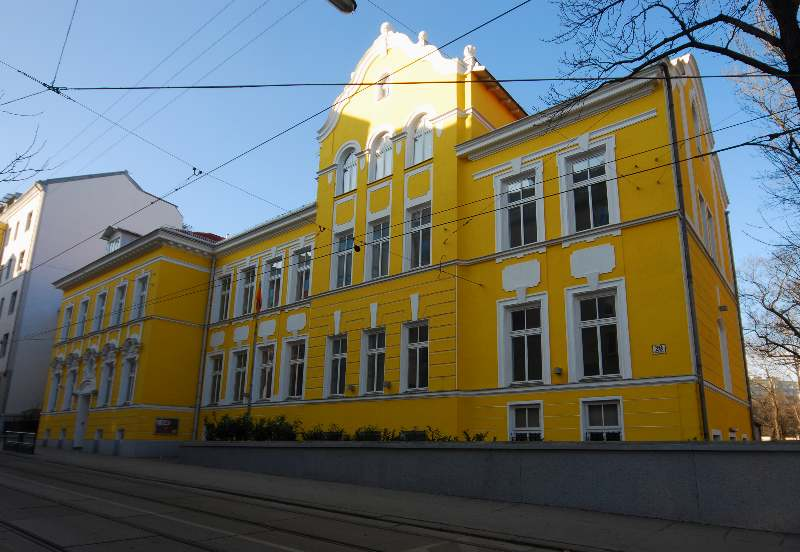
Родильный дом императрицы Елизаветы в Вене
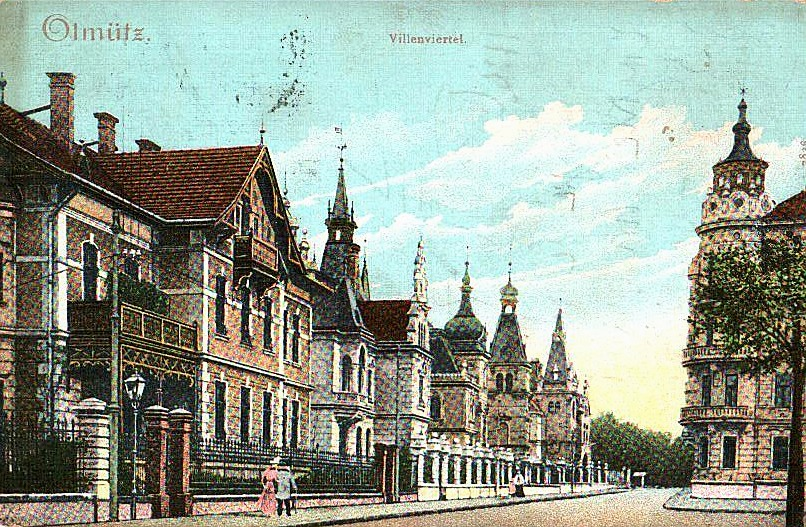
Виллы в Оломоуце
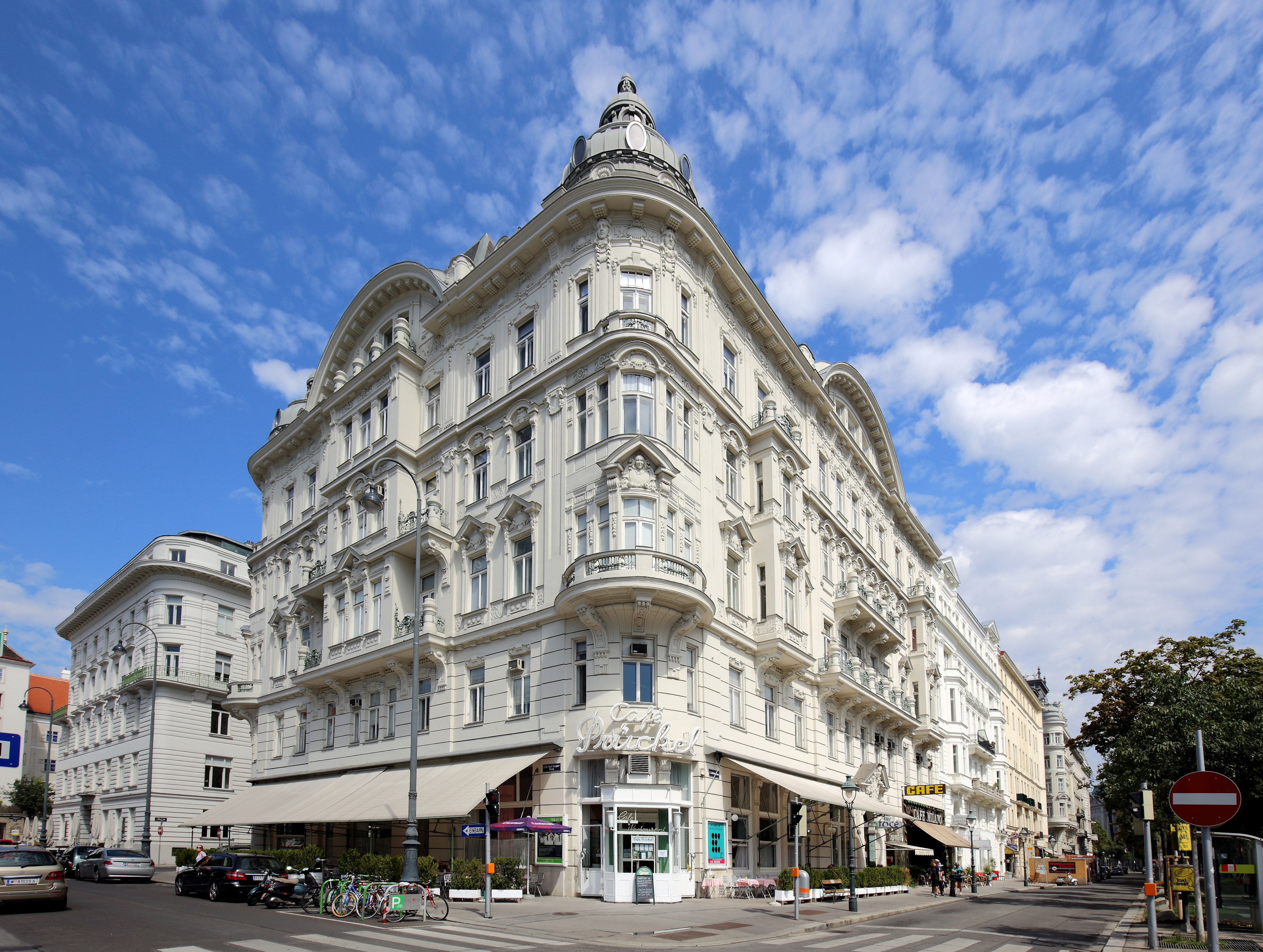
Дом в Вене